# أنطوني أبوت
أنطوني أبوت هو سياسي كندي، ولد في 26 نوفمبر 1930 بمونتريال في كندا. حزبياً، نشط في الحزب الليبرالي الكندي. وقد انتخب عضو مجلس العموم الكندي.